# Gliwice
Gliwice  (česky Hlivice či Glivice, slezsky Glywice/Glywicy, německy Gleiwitz) jsou město v jižním Polsku ve Slezském vojvodství na historickém území Horního Slezska. Žije zde přibližně 174 tisíc obyvatel. Je to třetí největší město katovické konurbace (po Katovicích a Sosnovci) a třetí největší město Horního Slezska (po Katovicích a Ostravě). Tvoří městský okres a zároveň je sídlem venkovského okresu Gliwice.
Město bylo založeno během německé východní kolonizace ve 13. století. První písemná zmínka pochází z roku 1276. Bylo součástí Koruny království českého a Habsburské monarchie do roku 1742, kdy připadlo Pruskému království. Nabralo na významu a zaznamenalo výrazný růst po zprovoznění Královské pruské slévárny železa v roce 1796 a Kłodnického průplavu v roce 1812, postupně se stalo jedním z center průmyslové konurbace. Do dějin vešlo fingované přepadení gliwické radiostanice – nacistická provokace před druhou světovou válkou. V roce 1945 byly Gliwice připojeny k socialistickému Polsku a prošly velkými demografickými změnami – usadilo se zde mnoho polských přesídlenců ze Lvova a východní Haliče, zatímco německé obyvatelstvo bylo odsunuto, emigrovalo nebo se asimilovalo. Ke slezské národnosti se v roce 2011 hlásilo 9,7 % obyvatel, ale většina z nich se hlásila i k polské národnosti, takže 95,7 % obyvatel Gliwice se přihlásilo k polské národnosti (v Polsku lze hlásit dvě národnosti).[zdroj?]
Gliwice jsou sídlem Slezského vysokého učení technického (Politechnika Śląska). Rozsáhlý univerzitní kampus jižně od historického centra tvoří samostatnou čtvrť s názvem Politechnika. Součástí Gliwic je též bývalé město Łabędy (připojené v roce 1964), kde se nachází areál zbrojařských závodů BUMAR Łabędy, nebo Wilcze Gardło – izolované sídliště postavené v letech 1937–1941 pro nacistické funkcionáře. V areálech speciální ekonomické zóny působí mj. automobilka Stellantis.

## Dějiny

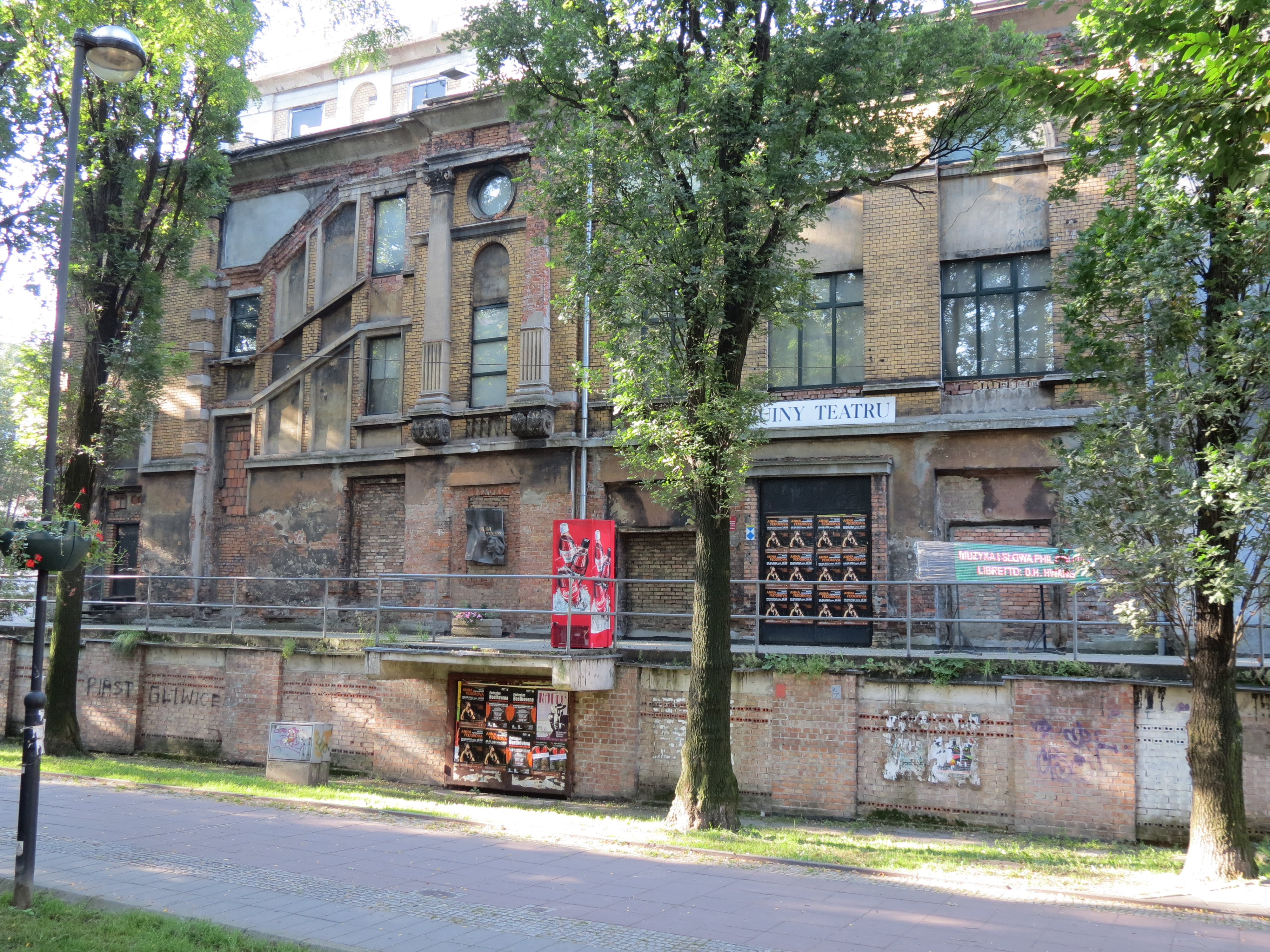
Vypálená ruina divadla Victoria, stav v roce 2012

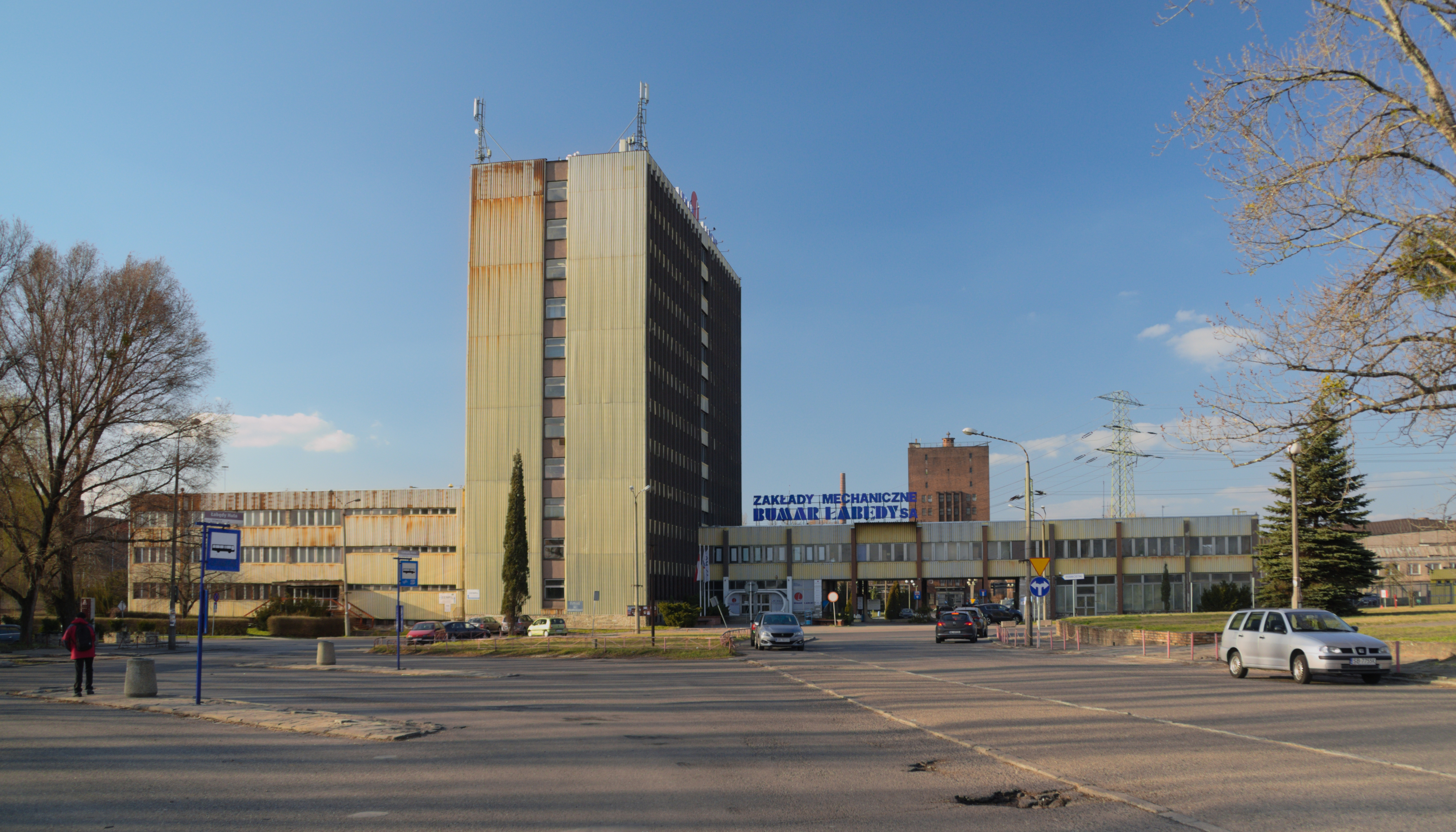
Bumar Łabędy

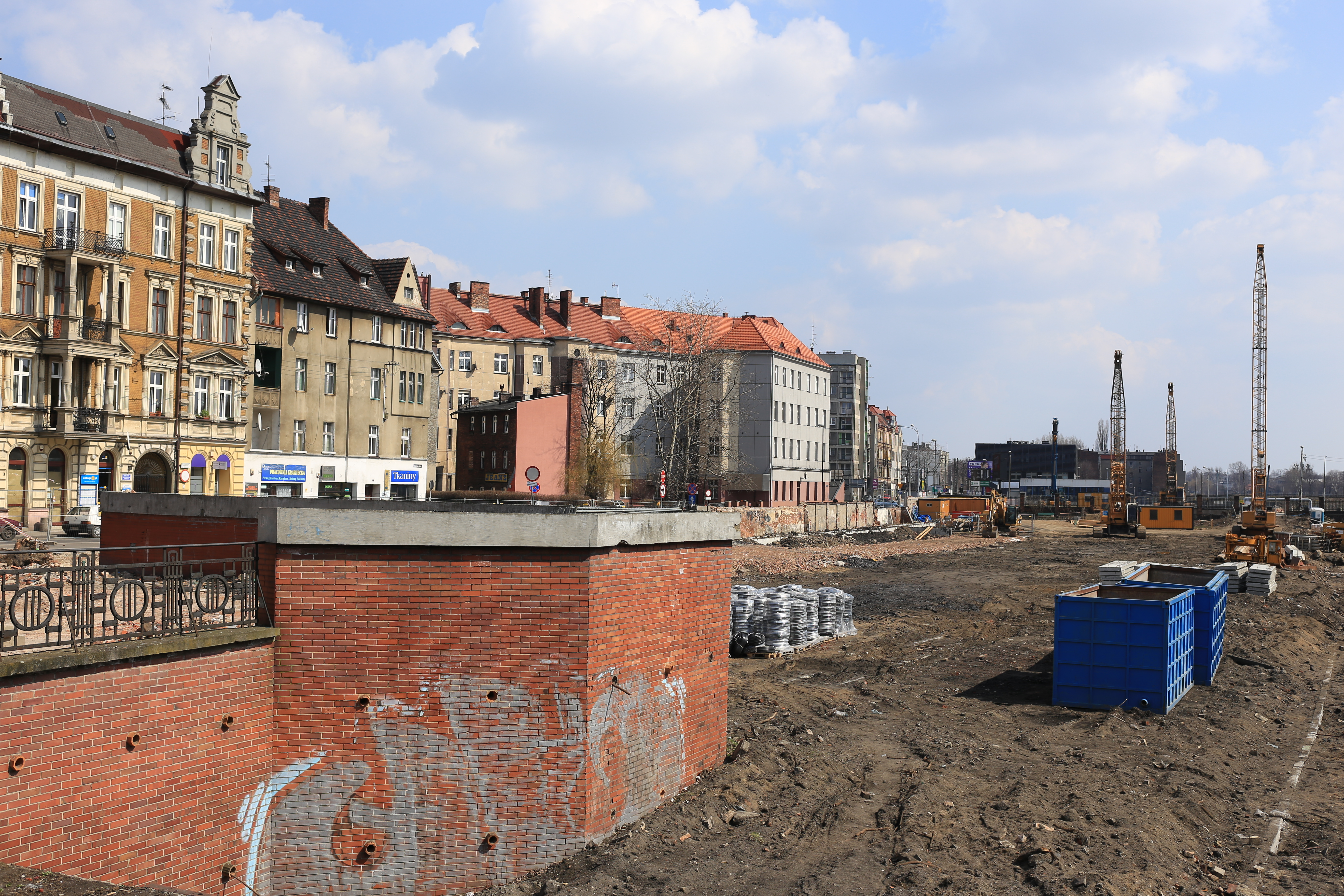
Výstavba Silničního diametru (2013)

Město bylo založeno během německé východní kolonizace ve 13. století. První písemná zmínka pochází z roku 1276. Název je odvozen pravděpodobně od slovanského výrazu *glivъ vztahujícího se k hlinitému, podmáčenému, vlhkému terénu, jakým bylo ve středověku údolí Kłodnice (v současné češtině od něj pochází slovo hlíva), alternativní teorie vidí souvislost s osobním jménem Gliva, nebo výrazem chlév (to zejména u německých autorů v 19. století). Patřilo Opolskému knížectví, z něhož bylo roku 1281 vyděleno Bytomsko. V roce 1289 se Bytomsko stalo prvním slezským lénem českých králů a následně bylo začleněno do Koruny české. V letech 1337–1342 a 1465–1482 existovalo i samostatné Hlivické knížectví.

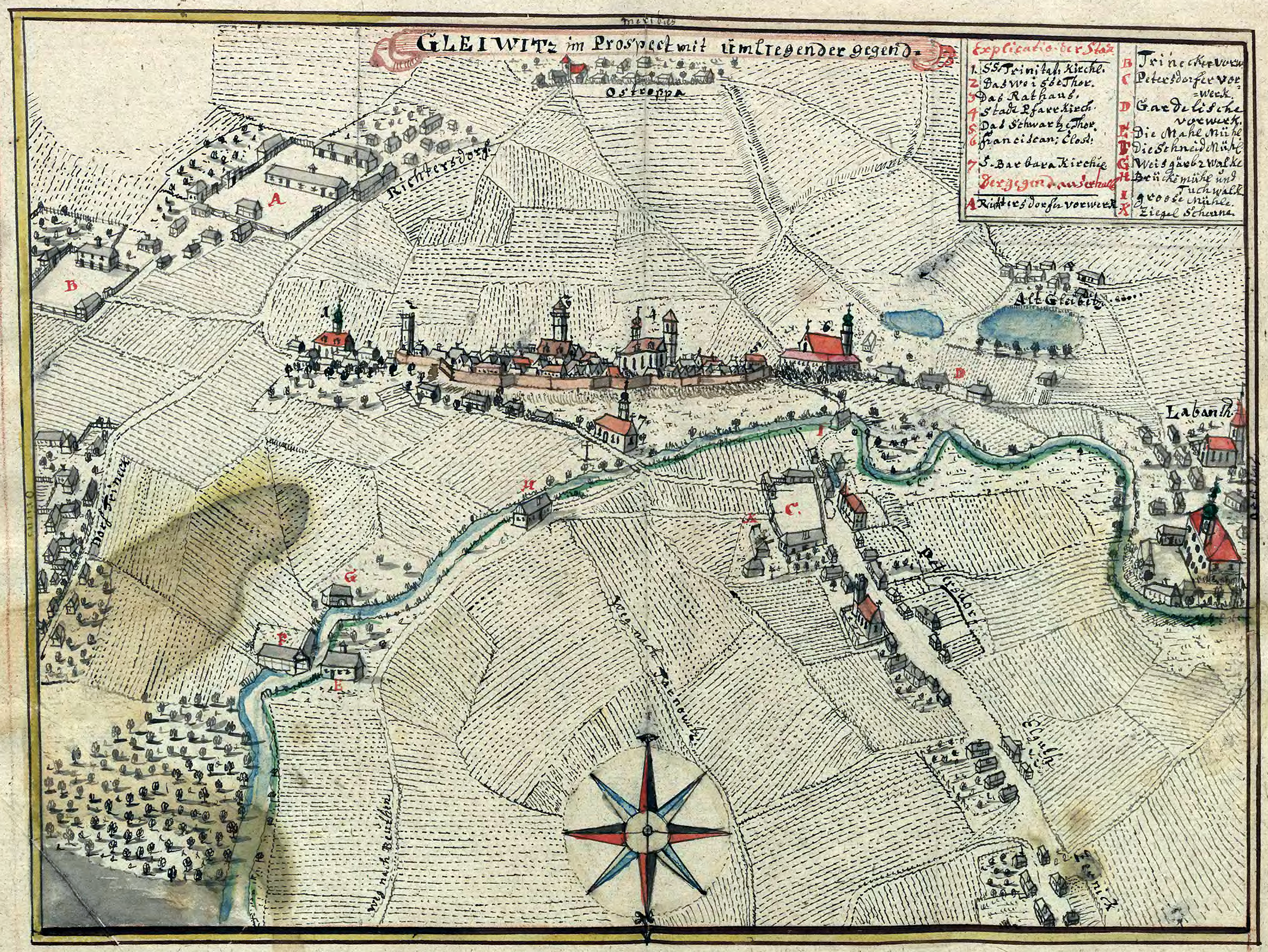
Gliwice podle Friedricha Bernharda Wernera v první polovině 18. století

Středověké a raně novověké Gliwice byly malým městem, které sdílelo osudy východního Horního Slezska. V roce 1430 byly na necelý rok dobyty husitskými vojsky Zikmunda Korybutoviče. Roku 1475 obdržely magdeburské právo. Od roku 1526 byly s celým Slezskem součástí Habsburské monarchie a Ferdinand I. je spolu s devíti okolními vesnicemi v roce 1557 propachtoval Zetritzům. Během třicetileté války zažily několik útoků: roku 1623 je vyplenili polští lisovčíci, v roce 1626 se ubránily proti armádě Petra Arnošta Mansfelda a v roce 1645 byly dobyty Švédy pod velením Lennarta Torstensona.

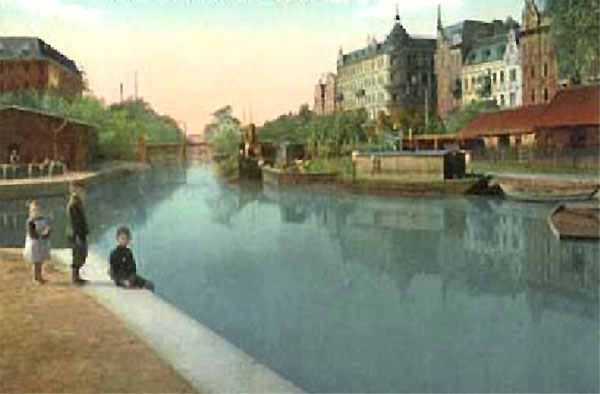
Gliwický přístav v 19. století

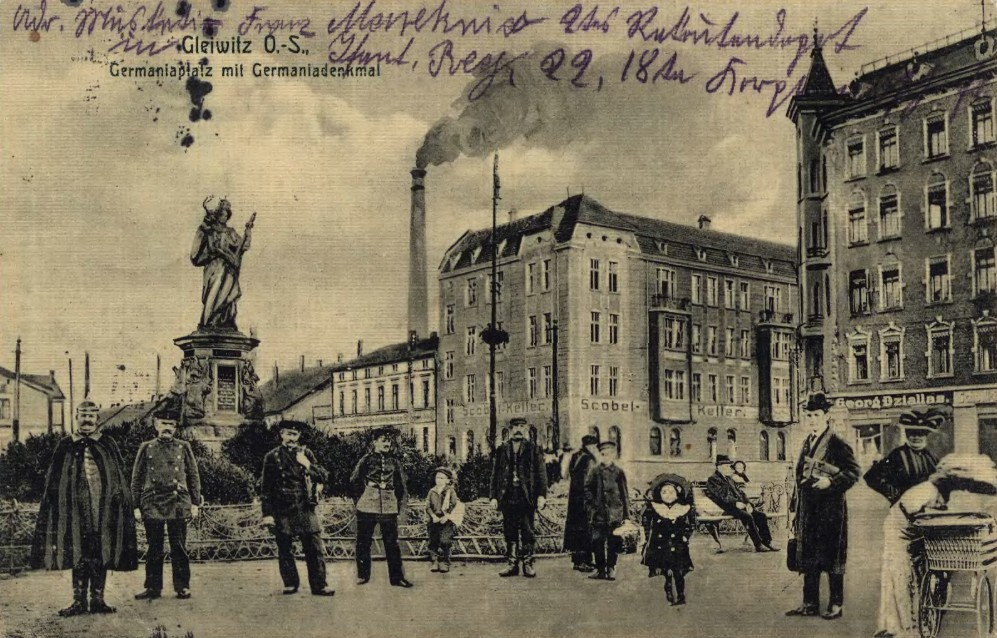
Germaniaplatz (Plac Piastów) v roce 1915

Po první slezské válce v roce 1742 došlo k rozdělení Slezska a Gliwice připadly Prusku. Vznikl okres Toszek-Gliwice (Landkreis Tost-Gleiwitz), který se po správní reformě v roce 1815 stal součástí vládního obvodu Opolí (Regierungsbezirk Oppeln) v provincii Slezsko.[zdroj?]
V roce 1796 byla na podnět Friedricha Wilhelma von Redena, pionýra průmyslové revoluce v Horním Slezsku, založena Královská pruská slévárna železa (Königlich Preussische Eisengiesserei) v Gliwicích. Podnik disponoval první vysokou pecí na koks na evropském kontinentu. Roku 1812 byl zprovozněn Kłodnický průplav, který spojil novou průmyslovou oblast s Odrou. Gliwice se staly vedle Bytomi a později Katovic jedním z center hornoslezské konurbace a zažily v 19. století prudký rozvoj. Ottův slovník naučný z roku 1896 uvádí: Jest střediskem železného průmyslu Horního Slezska. Jsou zde železné huti a slévárny, vysoké peci, veliká továrna na stroje (800 dělníků), zvláště na hospodářské, tovární výroba plynových rour, parních kotlů, vojenské výzbroje, železného a drátěného zboží, dále parní pila, papírna, továrny na chemické a šamottové výrobky, výroba sklenic a oleje. S rozvojem průmyslu šel ruku v ruce urbanistický růst. Reprezentativní osou nového centra byla Wilhelmstraße (dnes Zwycięstwa) spojující historické jádro s nádražím vytyčená v 80. letech 19. století. Vlakové spojení (viz Hornoslezská dráha) získaly Gliwice již v roce 1845. V roce 1892 se v gliwických ulicích objevily tramvaje.
Od roku 1897, po připojení Trynneku (Trynek) a Petersdorfu (Szobiszowice), byly Gliwice samostatným městským okresem. V roce 1910 čítaly 66 981 obyvatel, z toho 73,9 % německojazyčných, 14,7 % polsky či „vasrpolsky“ mluvících a 11,1 % dvojjazyčných. Převažovali katolíci (81,5 %), k protestantské víře se hlásilo 15,5 %, ve městě žilo též 1 786 aneb 2,7 % židů.

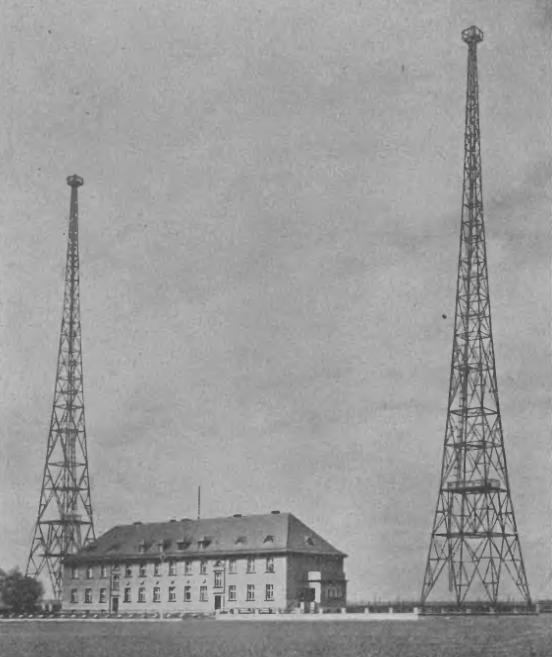
Gliwická radiostanice na dobové fotografii

V hornoslezském plebiscitu po první světové válce se 78,7 % hlasujících vyslovilo pro setrvání v Německu. Po rozdělení Horního Slezska v roce 1922 se Gliwice ocitly v bezprostřední blízkosti nové státní hranice – nedaleký Knurów již náležel k Polsku. Roku 1927 byly připojeny obce Ellguth-Zabrze (Ligota Zabrska), Richtersdorf (Wójtowa Wieś), Sosnitz (Sośnica) a Zernik (Żerniki) a počet obyvatel přesáhl 100 tisíc. Uvažovalo se v meziválečném období o vytvoření Trojměstí Gliwice-Zabrze-Bytom (Dreistädteeinheit Gleiwitz-Hindenburg-Beuthen). V letech 1934–1939 byl vybudován Gliwický průplav, který nahradil zastaralý Kłodnický průplav. Roku 1936 byl dokončen severní obchvat Gliwic – část Říšské dálnice č. 29 (Reichsautobahn 29) z Vratislavi do Bytomi.[zdroj?]
Do dějin se zapsalo fingované přepadení gliwické radiostanice 31. srpna 1939 – operace SS pod falešnou vlajkou, která měla odůvodnit útok Hitlera na Polsko. V letech 1944–1945 působily v Gliwicích čtyři pobočné tábory Auschwitz (Gleiwitz I až IV).
24. ledna 1945 Gliwice obsadila Rudá armáda. Město neutrpělo válečné škody, ale po příchodu Sovětů bylo zplundrováno. Vyhořela mj. ikonická budova hotelu Haus Oberschlesien a divadlo Victoria, celkem poškozeno bylo 978 budov aneb 20 % zástavby. Sovětští vojáci jen v prvním týdnu zavraždili nejméně 817 civilistů, některé odhady hovoří o 1 500 obětech. Násilí pokračovalo až do léta, 10. května 1945 byl zastřelen první poválečný komunistický místostarosta Gliwic Tadeusz Gruszczyński, když zastihl rudoarmějce při rabování jednoho z bytů. V gliwických kasárnách byl zřízen jeden ze sběrných táborů, kterými procházeli Hornoslezané odvlečení na nucené práce do SSSR, další existoval v dnešní městské části Łabędy (Laband).
Na základě Jaltské a Postupimské dohody byly Gliwice po druhé světové válce přiznány Polsku. Ve městě se usadilo mnoho polských přesídlenců ze Lvova a východní Haliče. O lvovské vědecké kádry se opřelo Slezské vysoké učení technické (Politechnika Śląska) sídlící od června 1945 v Gliwicích, na tamní tradice navázal též sportovní klub Piast Gliwice. Němci a Slezané (Šlonzáci) mohli ve městě zůstat, pokud prošli tzv. národnostní verifikací a složili příslib věrnosti polskému národu a státu. Nicméně v důsledku emigrace a asimilace jejich počet v poválečných dekádách systematicky klesal. V roce 2002 uvedlo 89,5 % obyvatel polskou národnost, 2 244 osoby aneb 1,10 % se přihlásily k němectví, 2 154 osob aneb 1,05 % ke slezanství a 8,1 % svou národnost neuvedlo. V roce 2011 se ke slezské národnosti přihlásilo 9,7 % obyvatel (18 169 osob).
V druhé polovině 20. století si Gliwice udržely pozici jednoho z center hornoslezské konurbace. V roce 1951 byly připojeny Stare Gliwice (Alt Gleiwitz), v roce 1964 Łabędy (Laband) a Czechowice (Schechowitz) a v roce 1975 Bojków (Schönwald), Brzezinka, Ostropa (Ostroppa) a Wilcze Gardło (Glaubensstatt). Od 80. let do počátku 21. století čítaly Gliwice přes 200 tisíc obyvatel. Na bázi zbrojařských závodů stavěných od roku 1938 vznikly po válce Železárny Łabędy (Huta Łabędy) a Mechanicke závody Łabędy (Zakłady Mechaniczne Łabędy), které jsou v současnosti pod názvem BUMAR Łabędy jedním z hlavních polských výrobců vojenské techniky. Po roce 1996 byly na jihovýchodě a severozápadě města vyčleněny rozsáhlé areály Katovické speciální ekonomické zóny, ve kterých se usadila řada průmyslových podniků v čele s automobilkou Opel Manufacturing Poland. Opravárenské závody železničních vozidel převzala roku 2008 společnost Newag. V roce 2010 byla v městské části Ligota Zabrska (byť je pojmenována podle sousední Sośnice) dokončena křižovatka dálnic A1 a A4 považovaná za jednu z největších dálničních křižovatek v Evropě. Hojně kritizována byla rozhodnutí o zrušení tramvajové dopravy v roce 2009 a protažení Silničního diametru propojujícího konurbaci v ose východ–západ (Drogowa Trasa Średnicowa) středem města v letech 2012–2016. Zygmunt Frankiewicz byl mezi lety 1993 až 2019 nejdéle úřadujícím primátorem v dějinách demokratického Polska.

## Městské části

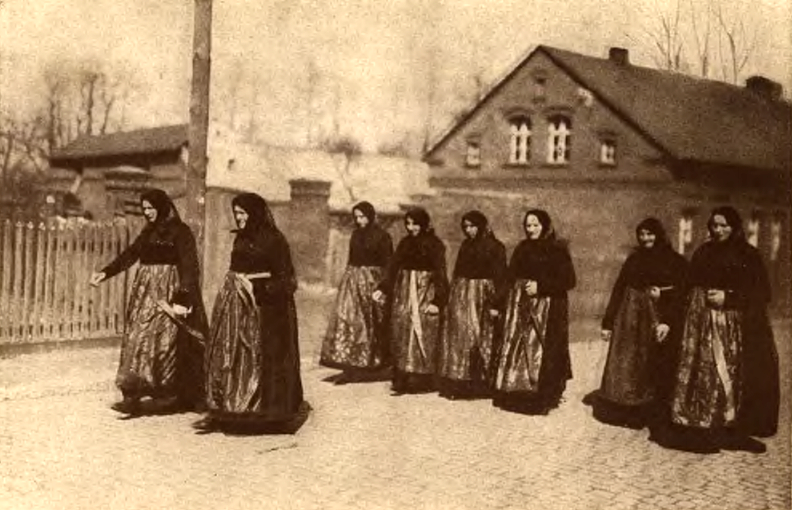
Szywołdské ženy ve svátečních krojích ve 20. letech 20. století

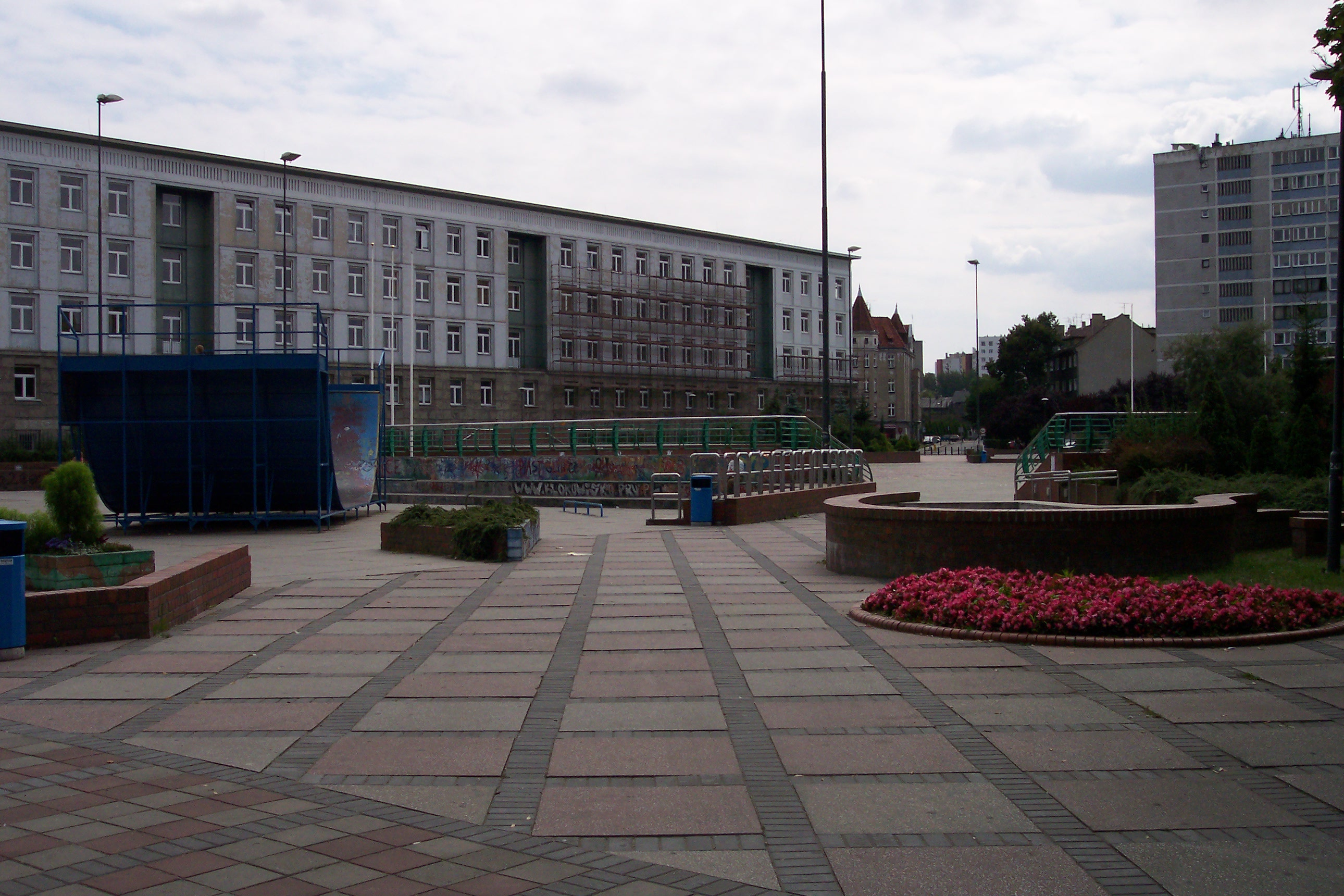
Plac Krakowski – srdce kampusu a čtvrti Politechnika

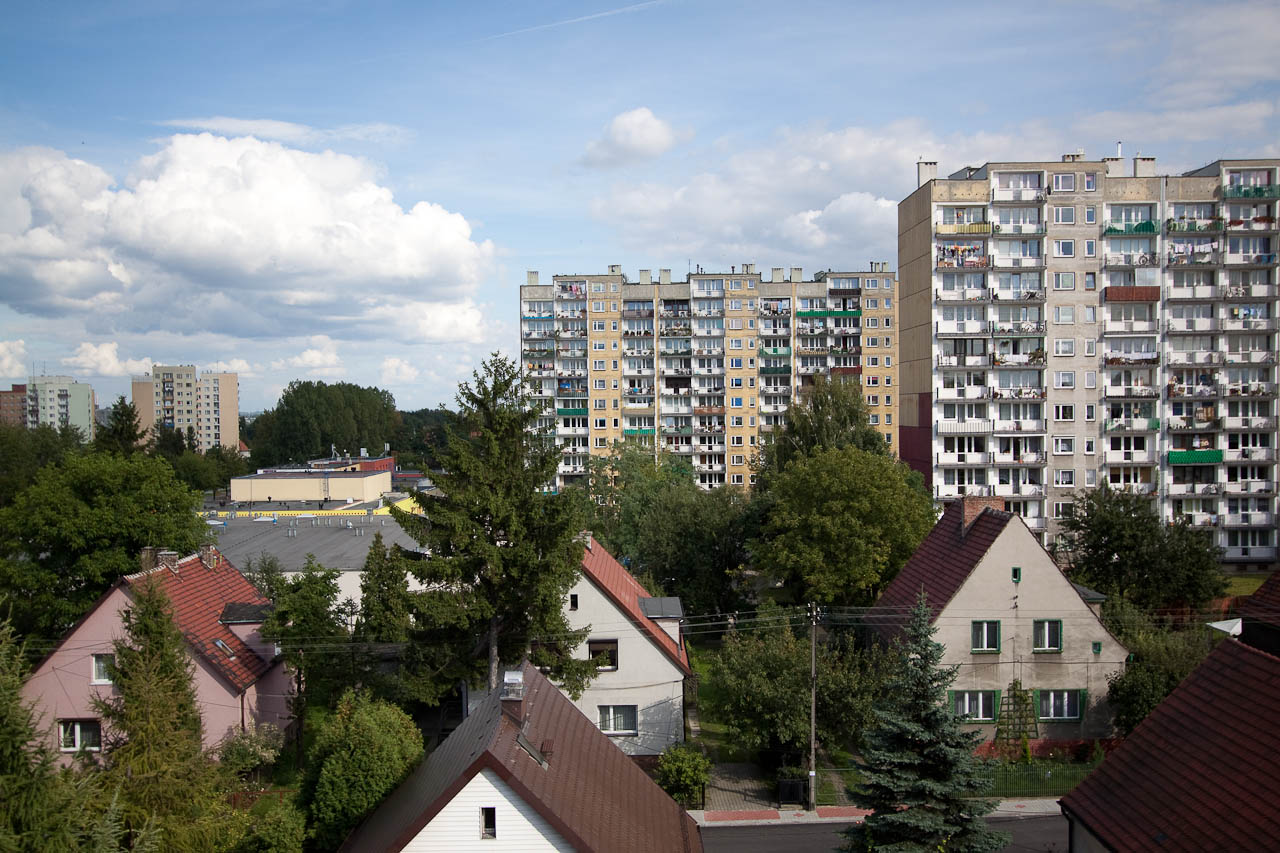
Trynek – meziválečné rodinné domy a sídliště Żwirki i Wigury

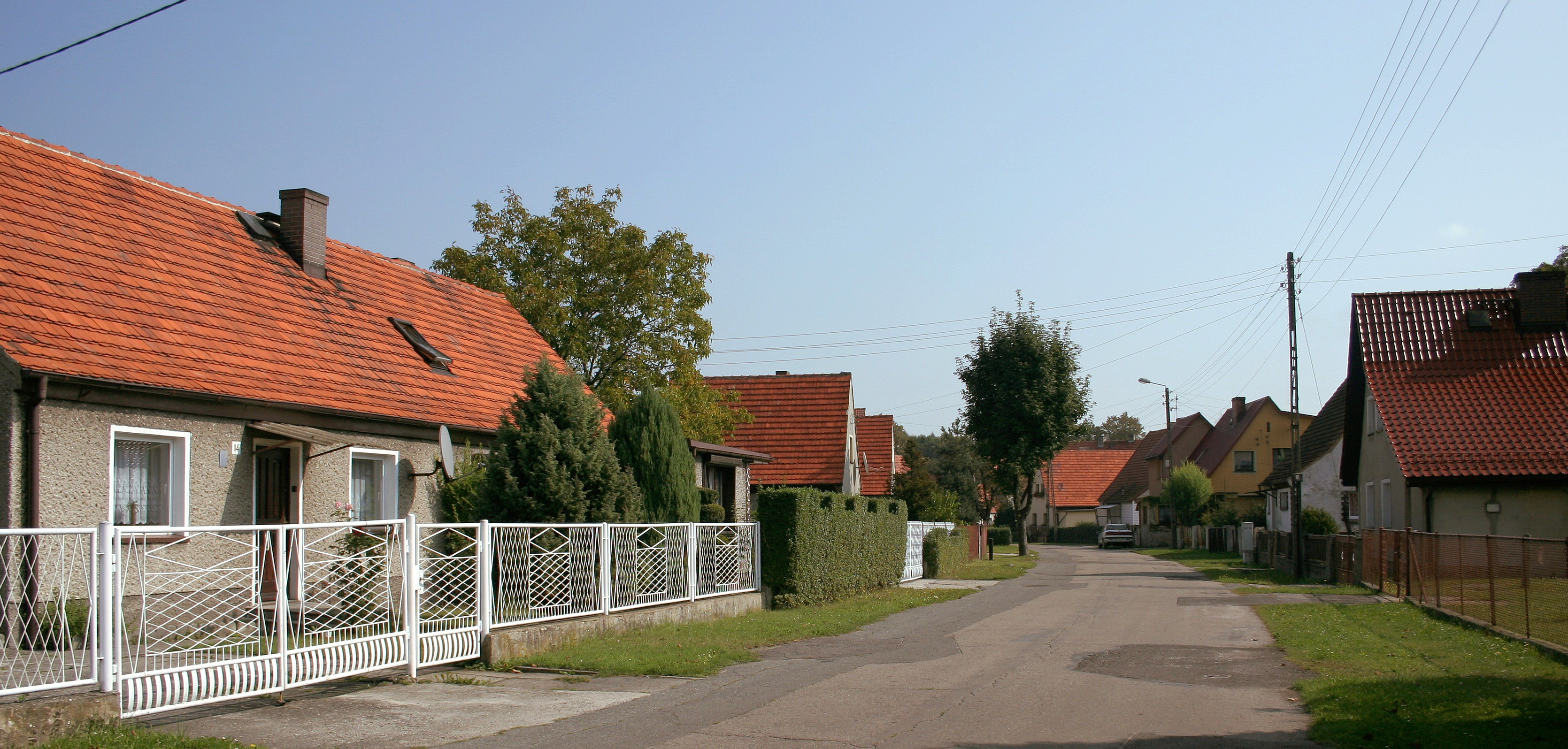
Wilcze Gardło

- Bojków (Schönwald, slezsky a polsky historicky Szywołd) – na jižním okraji města, za dálnicí A4; vesnice připojená v roce 1975; do konce druhé světové války tvořila etnickou a jazykovou enklávu, byla obývána potomky franských osadníků ze 13. století, kteří si zachovali archaický středohornoněmecký dialekt, odlišné kroje a zvyky;[29] v lednu 1945 došlo zde k masakru, při kterém zahynulo 120 osob;[30]
- Brzezinka (v letech 1935–1945 Birkenau) – malá ves na jihozápadním okraji Gliwic připojená v roce 1975; rozkládá se zde jeden z areálů speciální ekonomické zóny;
- Czechowice (Schechowitz) – vesnice na severu směrem na Pyskowice, od roku 1959 součást města Łabędy a od roku 1964 Gliwic;
- Kopernik – panelové sídliště vybudované v 70. letech 20. století mezi Szobiszowicemi a Łabędy;
- Ligota Zabrska (Ellguth-Zabrze) – jihovýchodní část města připojená v roce 1927; nachází se tady velký jižní areál speciální ekonomické zóny a černouhelný důl KWK Sośnica, k jejímu katastru patří také dálniční křižovatka Sośnica; na místě bývalého dolu KWK Gliwice probíhá od roku 2008 výstavba komplexu Nowe Gliwice;
- Łabędy (Laband) – původně vesnice, od roku 1959 samostatné město sloučené s Gliwicemi v roce 1964; nacházejí se tady železárny (Huta Łabędy), zbrojařské závody BUMAR Łabędy a přístav Gliwického průplavu;
- Obrońców Pokoju – panelové sídliště vybudované v 80. letech mezi Szobiszowicemi a Żerniki a přilehlá čtvrť rodinných domů;
- Ostropa (Ostroppa, v letech 1936–1945 Stroppendorf) – velká vesnice na západě směrem na Sośnicowice připojená v roce 1975;
- Politechnika – rozlehlý kampus Slezského vysokého učení technického a přilehlé oblasti v jihovýchodní části centra, které od roku 2008 tvoří samostatnou městskou část;
- Sikornik – původně součást Trynku oddělená v roce 2008; převažují bytové domy ze 60. a 70. let 20. století;
- Sośnica (Sosnitz) – východní část města směrem na Zabrze připojená v roce 1927; původně vesnice, postupně se proměnila v dělnickou kolonii; vyskytuje se zde i panelová zástavba;
- Stare Gliwice (Alt Gleiwitz) – mezi centrem a Brzezinkou, připojené v roce 1951; na katastru Łabęd, ale funkčně blíž ke Starým Gliwicím se rozkládá areál automobilky Opel Poland Manufacturing;
- Szobiszowice (Petersdorf) – severně od centra, připojené v roce 1897; velmi smíšená zástavba; nachází se tady gliwická radiostanice;
- Śródmieście (Střed) – historické centrum města;
- Trynek (Trynnek nebo Trinneck) – jižně od centra, připojený v roce 1897; velkou část tvoří panelová zástavba – sídliště Żwirki i Wigury (dříve Zubrzyckiego); na katastru Trynku se rozkládá gliwické letiště;
- Wilcze Gardło – část Gliwic od roku 1975; původně sídliště rodinných domů pro funkcionáře NSDAP, SA a SS vybudované v letech 1937–1941 a pojmenované Glaubensstatt (Místo víry); po válce se zde usadili především polští reemigranti z Lotrinska a hornické rodiny z okolních vsí; leží na jihozápadních perifériích značně vzdálené od zbytku města;
- Wojska Polskiego – sídliště mezi centrem a Starými Gliwicemi; nachází se zde Ústřední hřbitov (Cmentarz Centralny);
- Wójtowa Wieś (Richtersdorf) – velká vesnice mezi centrem a Ostropou připojená v roce 1927;
- Zatorze (Stadtwaldviertel) – historické východní předměstí Gliwic za torami = „za [železniční] tratí“; německý název je odvozen od městského lesa dnes známého jako Park kultury a odpočinku (Park Kultury i Wypoczynku);
- Żerniki (Zernik) – vesnice na severovýchodním okraji směrem na Tarnovské Hory připojená v roce 1927;

## Pamětihodnosti a turistické cíle

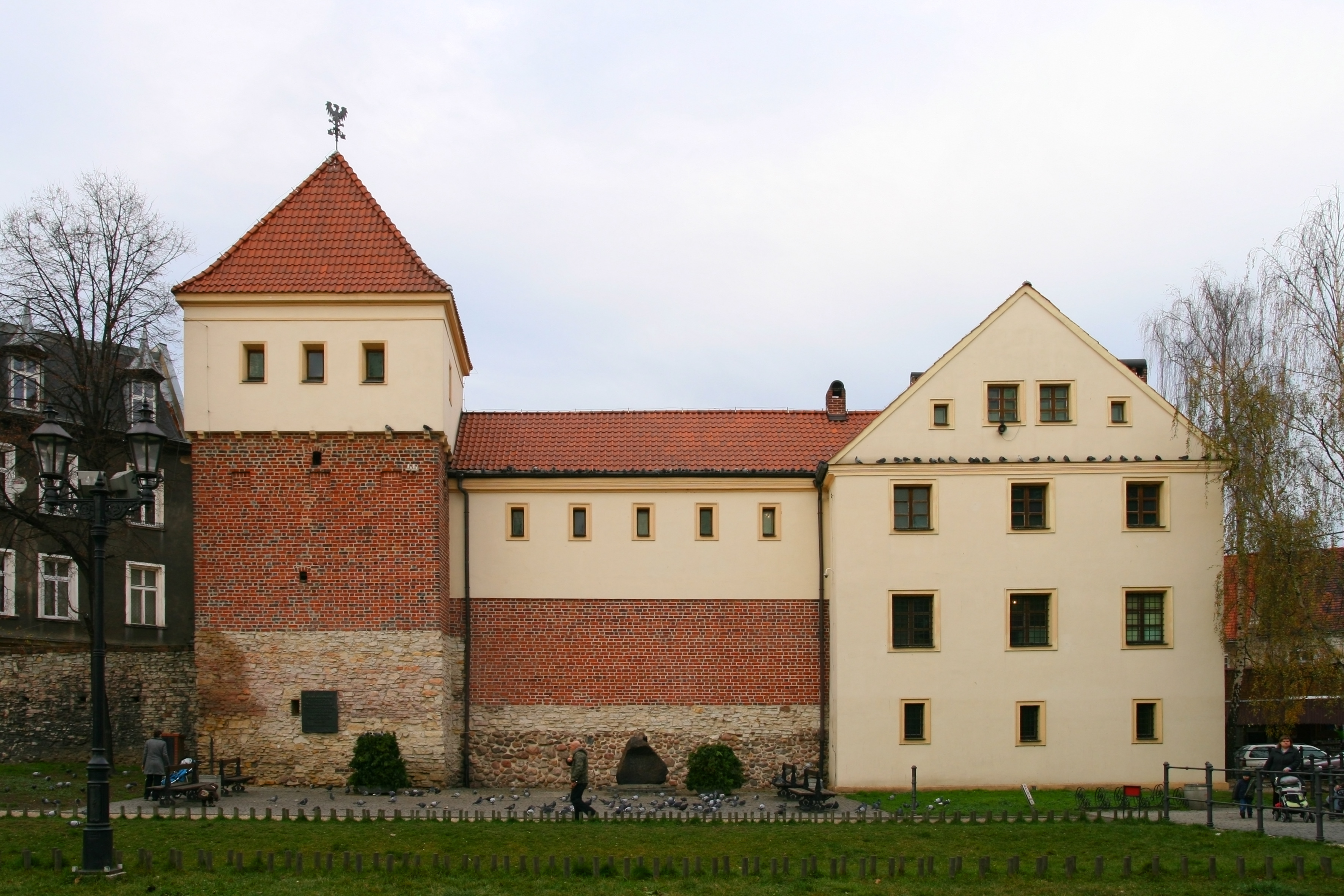
Zámek

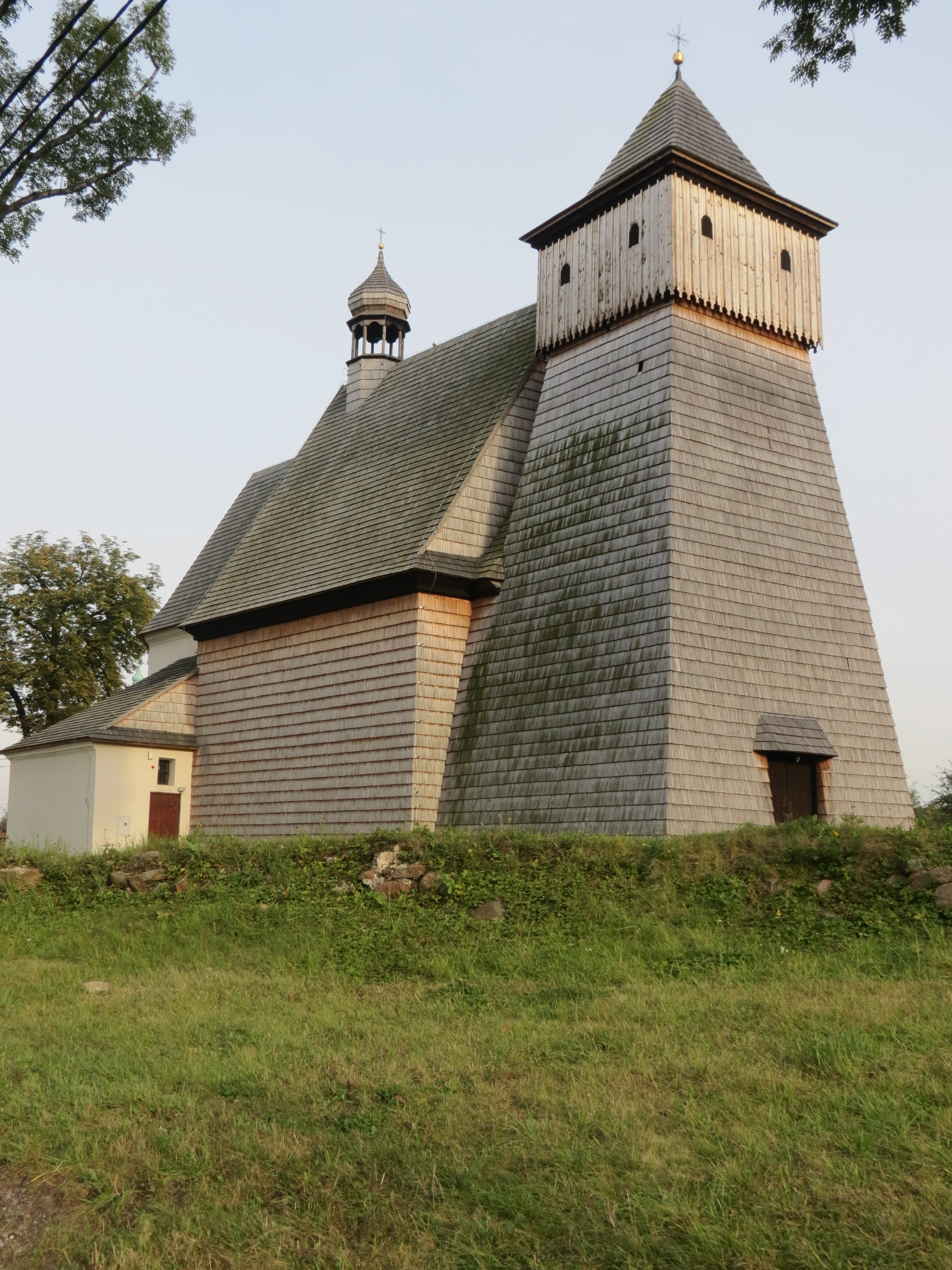
Kostel svatého Jiří

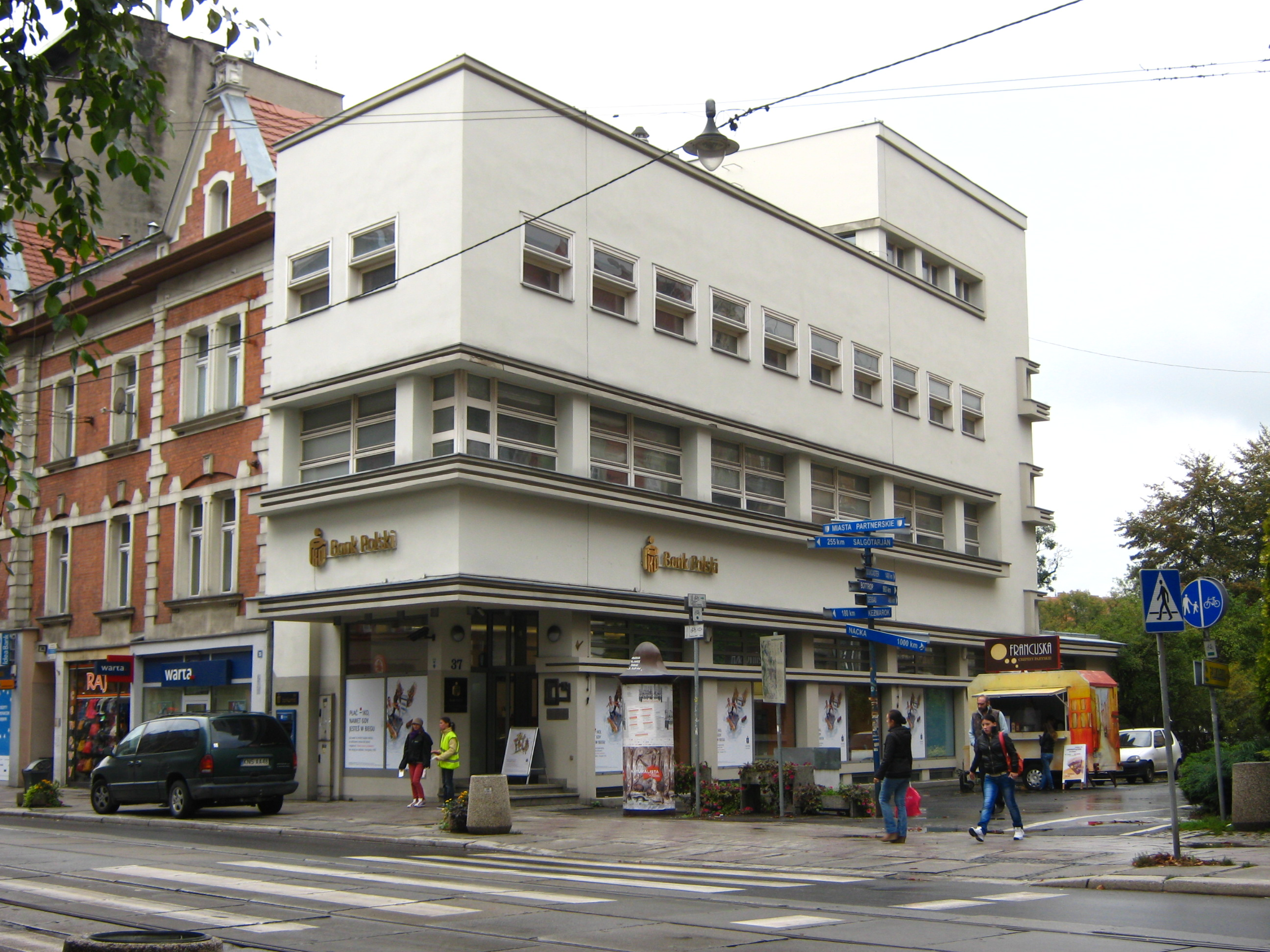
Weichmannův obchod s hedvábím

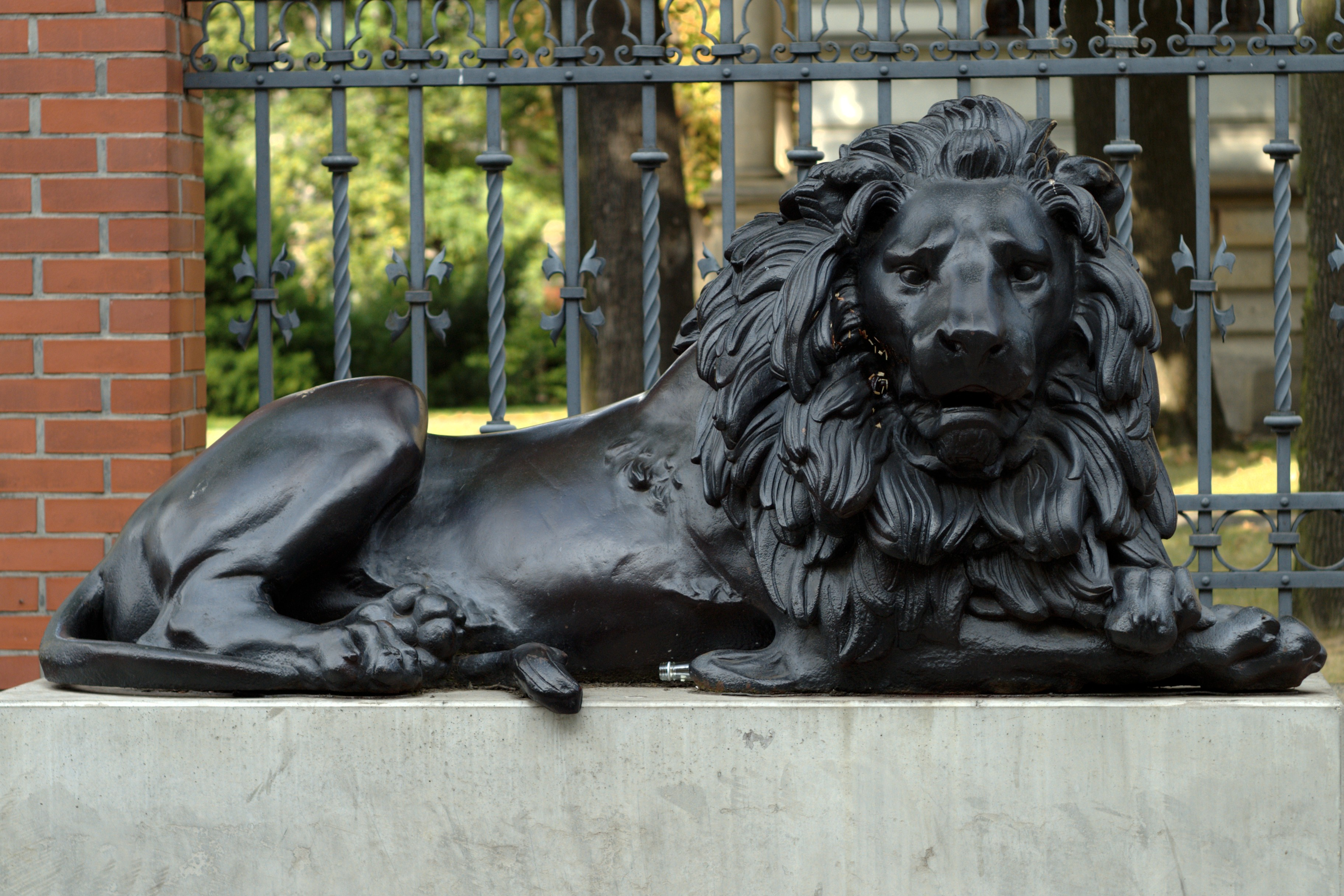
Lev bdící před vilou Caro

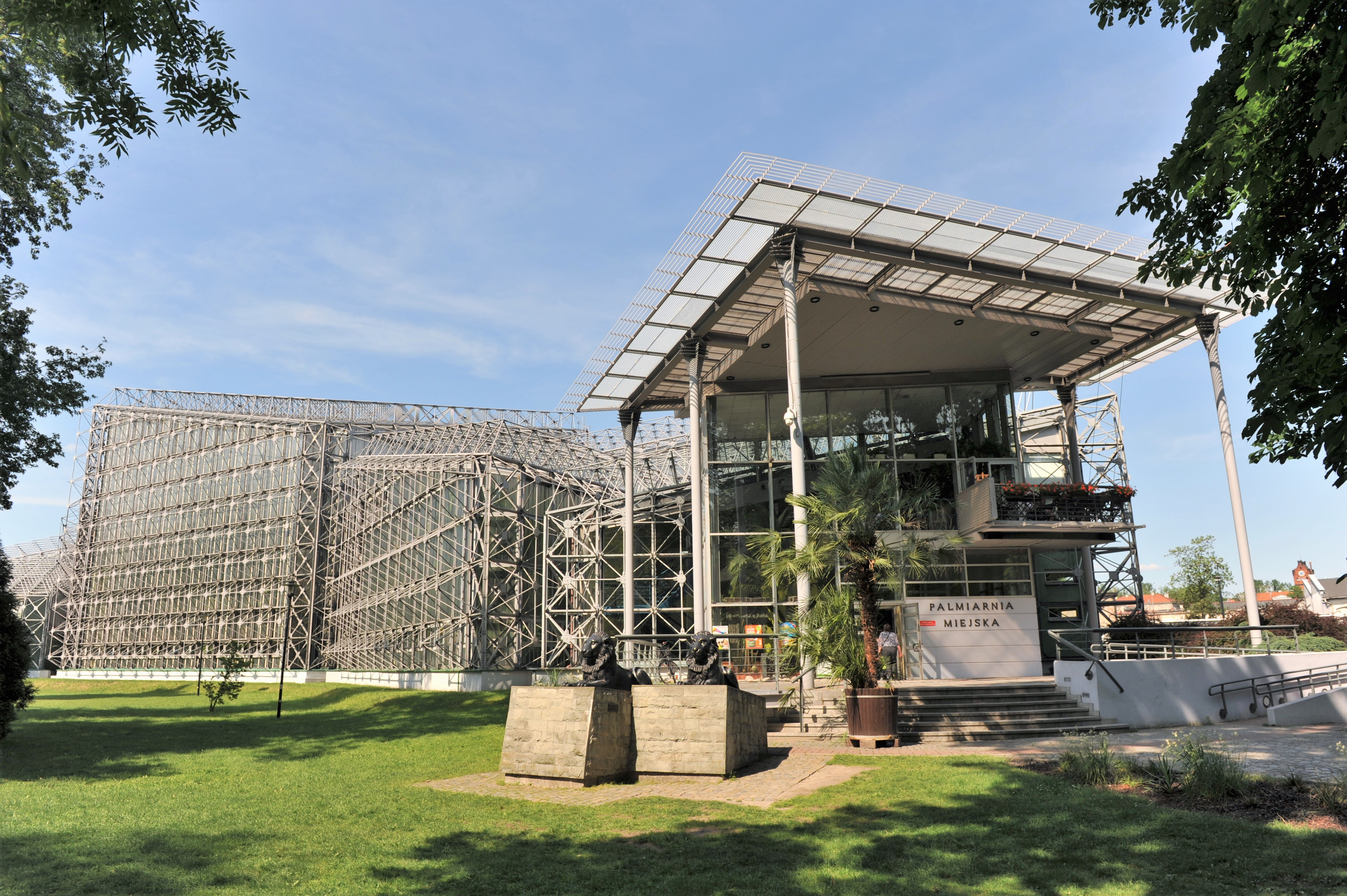
Palmový dům

- Rynek – centrální náměstí v historickém jádru s radnicí, která svůj současný klasicistní vzhled s 41,5 m vysokou věží získala při přestavbách v 18. a 19. století (arkády na severovýchodní straně byly přistavěny v roce 1983), a barokní Neptunovou kašnou z roku 1794;
- Zámek (od roku 1983 oficiálně Zamek Piastowski, dříve nazývaný Zetritzhof – Zetritzův dvůr) – stavba původně ze 14. století sloužící různým účelům (rezidence Zetritzů, zbrojnice, věznice) a mnohokrát přestavovaná, naposledy v letech 1956–1959, kdy byla regotizována; od té doby je sídlem historické a archeologické expozice městského muzea (Muzeum w Gliwicach); u zámku a na dalších místech se nacházejí pozůstatky středověkých hradeb;
- kostely:
  - katedrála sv. Petra a Pavla (Katedra Świętych Apostołów Piotra i Pawła) – novogotický katolický kostel z let 1896–1900, od roku 1992 sídlo gliwické diecéze;
  - kostel Všech Svatých – historický farní kostel v historickém jádru; vznikl v 15. století a byl mnohokrát přestavován, naposledy v letech 1929–1942;
  - kostel svaté Barbory – původně evangelický, postavený na nábřeží Kłodnice v novorománském stylu v letech 1856–1859;
  - kostely svatého Bartoloměje v městské části Szobiszowice – „starý“ gotický, do současné podoby přestavěný v 15. (kněžiště) až 17. století (věž a loď), a „nový“ novogotický dokončený v roce 1911;
  - kostel svatého Jiří v městské části Ostropa – zděné kněžiště a dřevěná věž jsou datovány do roku 1544, dřevěná loď pochází z druhé poloviny 17. století, kdy byla opravena po vypálení během třicetileté války;
  - kostel Nanebevzetí Panny Marie – dřevěný, postavený na sklonku 15. století v obci Zębowice (Zembowitz); do Gliwic byl přemístěn v roce 1925, nejdřív na Ústřední hřbitov a v roce 1997 do Starokozelského parku (Park Starokozielski);
  - metodistický kostel na nábřeží Kłodnice z roku 1899;
- ulice Zwycięstwa (dříve Wilhelmstraße) – hlavní osa gliwického centra vytyčená v 80. letech 19. století jako spojnice mezi historickým jádrem a nádražím;
  - Haus Oberschlesien – původně „největší hotel Horního Slezska“[31] postavený na nábřeží Kłodnice v letech 1924–1928; po vypálení Rudou armádou v roce 1945 byl obnoven ve zjednodušené formě a od roku 1954 je sídlem gliwického magistrátu; na náměstí před budovou se nachází ikonická Kašna s tančícími fauny (Fontanna z trzema faunami, Brunnen mit tanzenden Faunen) z roku 1928 a novodobá replika sochy Lev spící (Lew Śpiący, Schläfender Löwe), jednoho z takzvaných Kalideho lvů, který byl součástí pomníku oběti napoleonských válek odhaleného v roce 1849 a po druhé světové válce se záhadně ztratil;
  - Hotel Diament (dříve Schlesischer Hof) – eklektický dům na nábřeží Kłodnice z roku 1896;
  - Weichmannův obchod s hedvábím (Dom tekstylny Weichmanna, Seidenhaus Weichmann) – funkcionalistická stavba v ulici Zwycięstwa 37 postavená v letech 1921–1922 podle návrhu Ericha Mendelsohna, nyní sídlo banku PKO BP;
  - Obchodní dům Ikar (dříve DeFaKa) – funkcionalistický s prvky art déco, postavený na nábřeží Kłodnice v roku 1928; po rekonstrukci v letech 2014–2018 slouží kancelářským účelům;
- Červená chemie a Šedá chemie (Czerwona Chemia a Szara Chemia) – historické (1907 a 1911) budovy Chemické fakulty Slezského vysokého učení technického ve čtvrti Politechnika;
- Vila Caro – novorenesanční rezidence židovského průmyslníka Oscara Caro z roku 1885; ve 20. letech 20. století byla rozšířena o druhé patro; od roku 1934 je hlavním sídlem městského muzea (Muzeum w Gliwicach); před budovou v ulici Dolnych Wałów se nachází další Kalideho lev – socha Lev bdící (Lew czuwający, Wachender Löwe) z roku 1824;
- Dům paměti hornoslezských Židů (Dom Pamięci Żydów Górnośląskich) – pobočka městského muzea (Muzeum w Gliwicach) v prostorách historické obřadní síně z roku 1903 na židovském hřbitově;
- Oddělení uměleckého slévárenství (Oddział Odlewnictwa Artystycznego) – pobočka městského muzea (Muzeum w Gliwicach) s expozicí uměleckých odlitků z bronzu a litiny v prostorách bývalé strojírny černouhelného dolu KWK Gliwice v městské části Ligota Zabrska;
- Palmový dům (Palmiarnia) – krytá botanická zahrada v Chopinově parku (Park Chopina) s expozicí exotických rostlin a zvířat; první skleníky byly v parku zpřístupněny v roce 1880, současný objekt pochází ze 20. let 20. století a byl několikrát modernizován; před hlavním vchodem se nacházejí sochy Lvy ležící (Lwy leżące, Liegende Löwen) od Johanna Gottfrieda Schadowa z roku 1830;
- Gliwická radiostanice (Radiostacja gliwicka, Sender Gleiwitz) – tvoří ji tři budovy z let 1934–1936 a dřevěná rozhlasová věž, která je se 111 metry nejvyšším dřevěným vysílačem na světě a nejvyšší dřevěnou stavbou vůbec; vešla do dějin kvůli nacistické provokaci předcházející druhou světovou válku; nachází se v městské části Szobiszowice; kromě původního účelu (na věži je umístěno přes 50 antén) slouží dnes jako muzeum – součástí expozice je dochované původní technické vybavení z roku 1935;
- Wilcze Gardło (Glaubensstatt) – původně sídliště rodinných domů pro funkcionáře NSDAP, SA a SS vybudované v letech 1937–1941;
- Kolejkowo – park železničních miniatur v obchodním centru Europa Centralna u dálniční křižovatky;

## Doprava

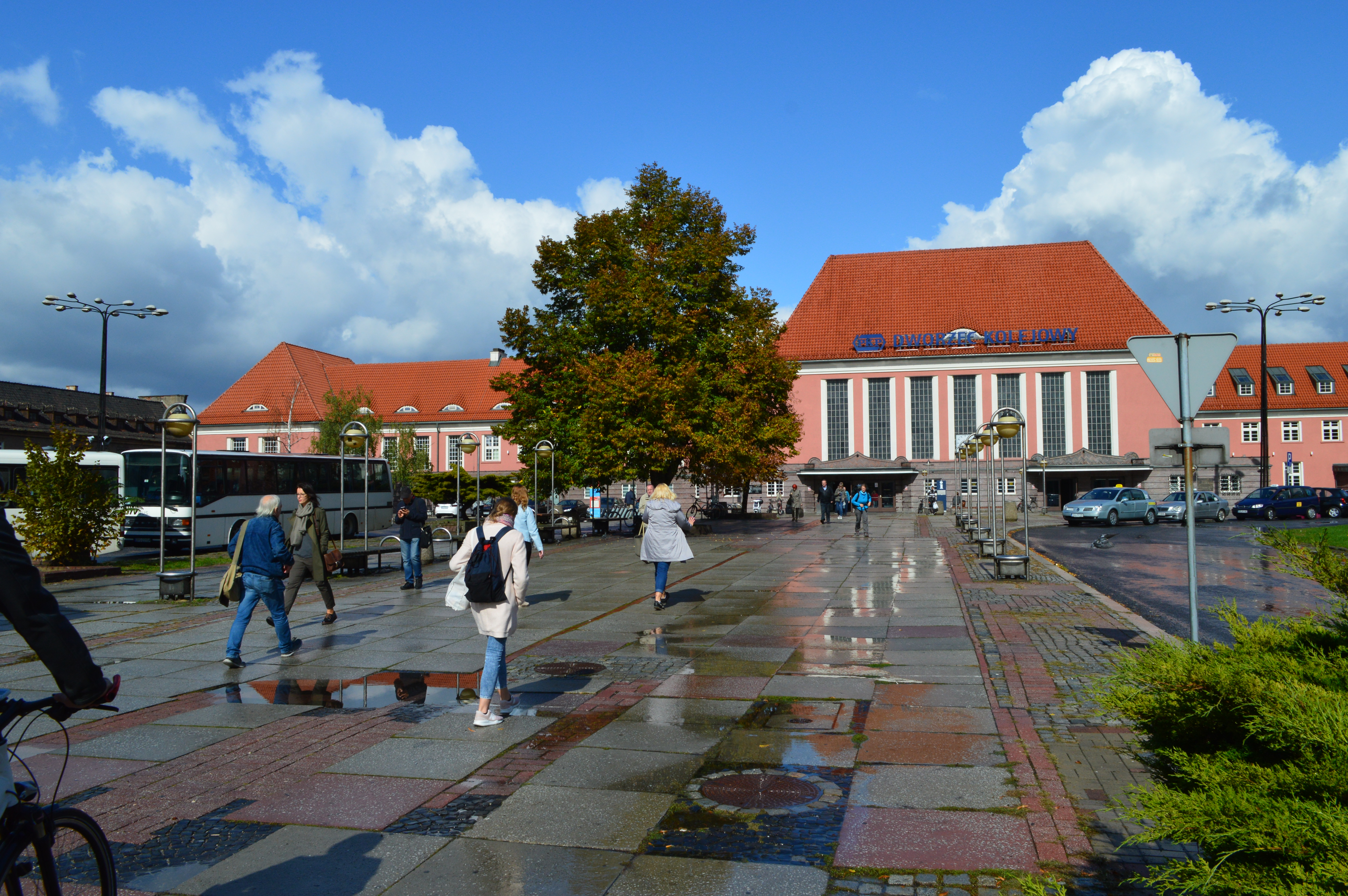
Hlavní nádraží

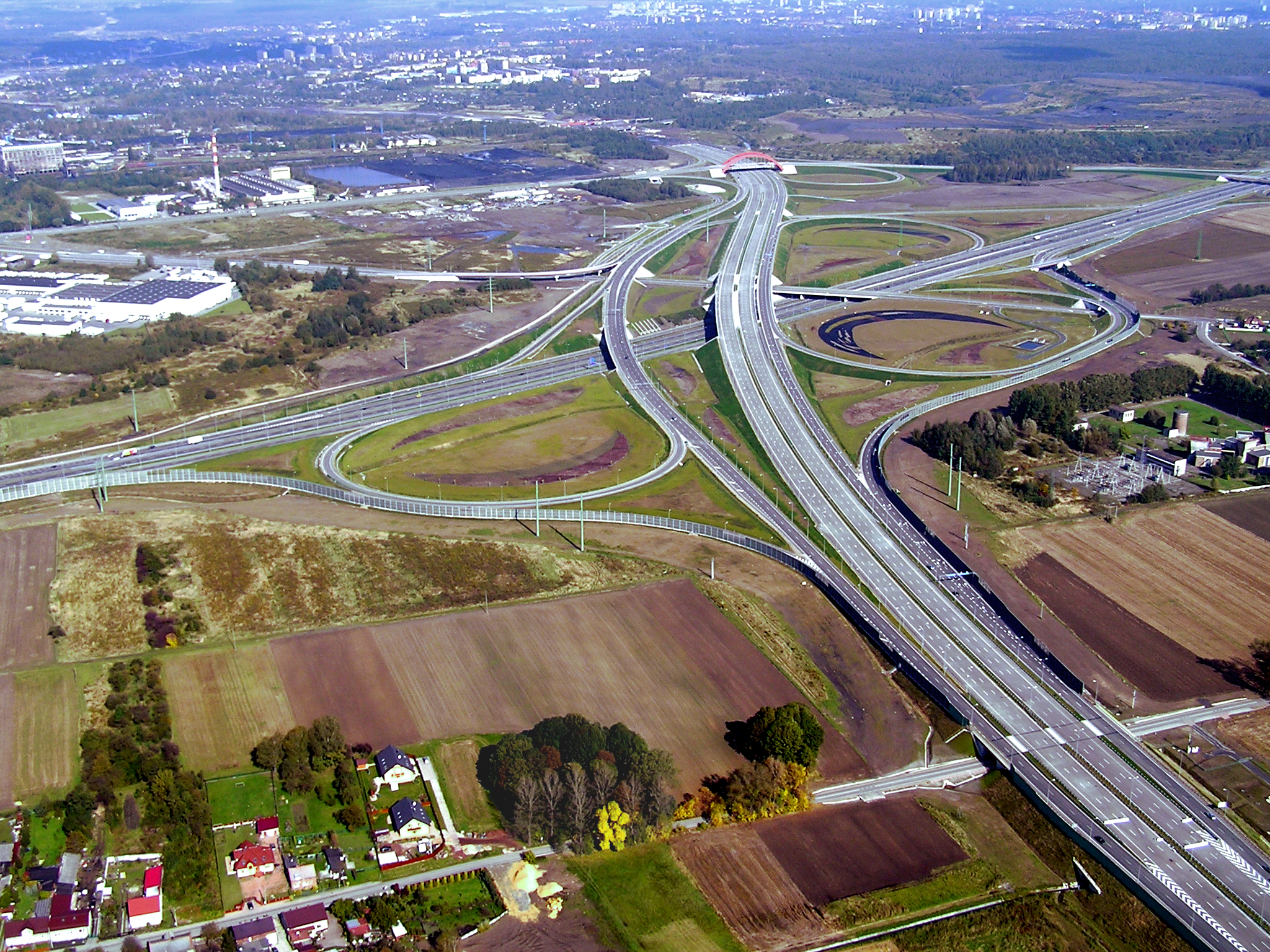
Dálniční křižovatka Sośnica

Gliwice leží na železniční magistrále Katovice – Vratislav, historické Hornoslezské dráze, která je nyní součástí III. panevropského koridoru. Na gliwickém hlavním nádraží (stanice Gliwice) zastavují vlaky všech kategorií, včetně mezinárodních spojů do Berlína a Ostravy. Z polských měst měly Gliwice podle jízdního řádu 2020/2021 přímé spojení mj. se Štětínem a Svinoústím, Přemyšlí, Bělostokem, Poznaní, Lublinem či Varšavou. Z magistrály odbočují vedlejší tratě do Rybniku přes Knurów a do Opolí přes Strzelce Opolskie, na kterých provozují osobní dopravu společnosti Koleje Śląskie (Slezské dráhy) a Polregio. Kromě hlavního nádraží existuje též v severní části města stanice Gliwice-Łabędy.
V Gliwicích, na katastru městské části Ligota Zabrska, se protínají dálnice A1 vedoucí od českých hranic (prodloužení české D1) na sever Polska k Baltu a dálnice A4 propojující jižní Polsko v ose východ–západ (od ukrajinské k německé hranici). Dálniční křižovatka Sośnica, dokončená v roce 2010, patří mezi největší v Evropě. Severní obchvat Gliwic tvoří národní silnice (droga krajowa) č. 88 – „Hitlerova dálnice“ Bytom – Vratislav (oficiálně Říšská dálnice č. 29 – Reichsautobahn 29) zprovozněná v roce 1936. Národní silnice č. 78 spojuje Gliwice na jihu s Rybnikem a hraničním přechodem v Chałupkách a na severu s Tarnovskými Horami a Svatokřížským vojvodstvím. Středem města prochází Silniční diametr katovické konurbace (Drogowa Trasa Średnicowa).
Městská hromadná doprava je zajišťována v rámci integrovaného systému katovické konurbace (Zarząd Transportu Metropolitalnego, ZTM). V současnosti ve městě jezdí pouze autobusy. Tramvajová doprava (jediná trať od Zabrze ulicí Chorzowska, přes Zatorze a centrum do konečné v městské části Wójtowa Wieś), byla zrušena v roce 2009. Na katastru města se tak nachází pouze 75metrový úsek trati od hranice se Zabrzem do tramvajové vozovny, která celá leží už na území Gliwic.
V městské části Trynek se nachází travnaté letiště (IATA: QLC; ICAO: EPGL). Jedná se o účelové letiště pro obchodní, sportovní a malé nákladní lety. Před druhou světovou válkou (vzniklo v roce 1916) bylo hlavním letištěm německé části Horního Slezska i pro linkovou dopravu. Tehdy měly Gliwice letecké spojení například s Berlínem, Paříží či Konstantinopolem.

## Rodáci
- Herbert Bednorz (1908–1989) – katolický duchovní, arcibiskup Katovic v letech 1967–1985
- Horst Bienek (1930–1990) – spisovatel, autor tzv. Gliwické tetralogie: První polka (Die erste Polka), Zářijové světlo (Septemberlicht), Čas beze zvonů (Zeit ohne Glocken) a Země a oheň (Erde und Feuer)
- Sebastian Boenisch (* 1987) – fotbalista, hráč německé a polské reprezentace
- Lothar Bolz (1903–1986) – politik, ministr zahraničí NDR v letech 1953–1965
- Egon Franke (1935–2022) – šermíř, zlatý medailista Letních olympijských her 1964
- Christian Ganczarski (* 1966) – islámský terorista, odsouzený člen Al-Káidy
- Julian Kornhauser (* 1946) – básník a překladatel, představitel polské nové vlny, otec Agaty Kornhauserové-Dudové
- Gustav Neumann (1838–1881) – šachový mistr
- Lukas Podolski (* 1985) – fotbalista, hráč německé reprezentace
- Zbigniew Rokita (* 1989) – spisovatel a novinář, autor reportáží se středoevropskou tematikou
- Ilse Stanley (1906–1970) – herečka, pomohla zachránit 412 židovských vězňů nacistických koncentračních táborů
- Oskar Troplowitz (1863–1918) – lékárník, spoluvynálezce krému Nivea
- Richard Wetz (1875–1935) – skladatel a hudební teoretik, představitel postromantismu
- Jerzy Ziętek (1901–1985) – generál Polské armády a politik, mnohaletý regionální lídr v Horním Slezsku po druhé světové válce

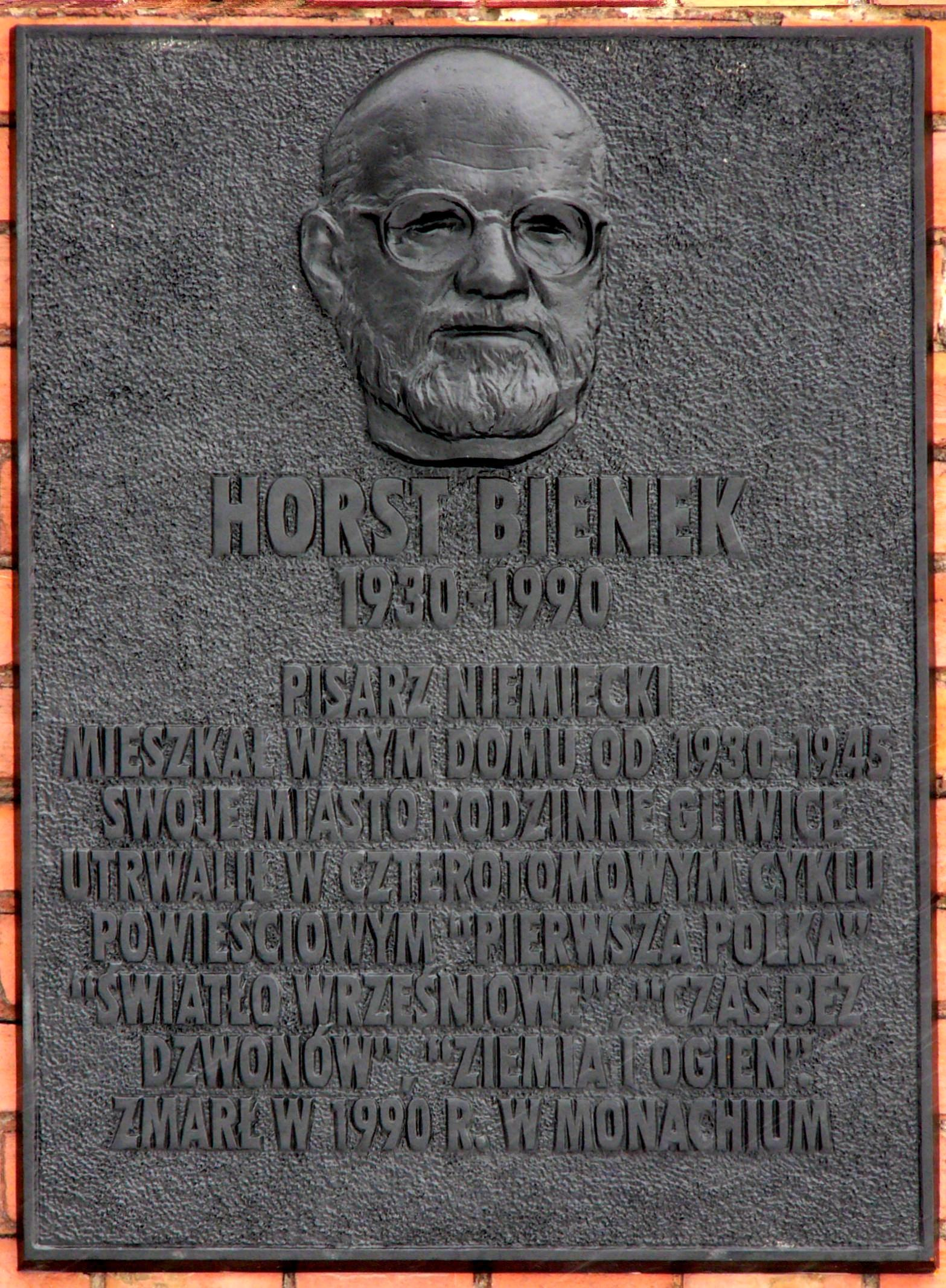
Pamětní deska na domě, ve kterém vyrůstal Horst Bienek
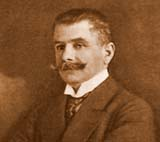
Oskar Troplowitz
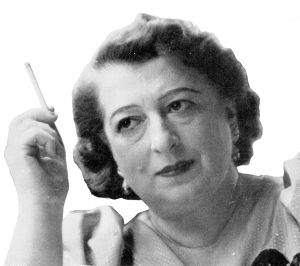
Ilse Stanley
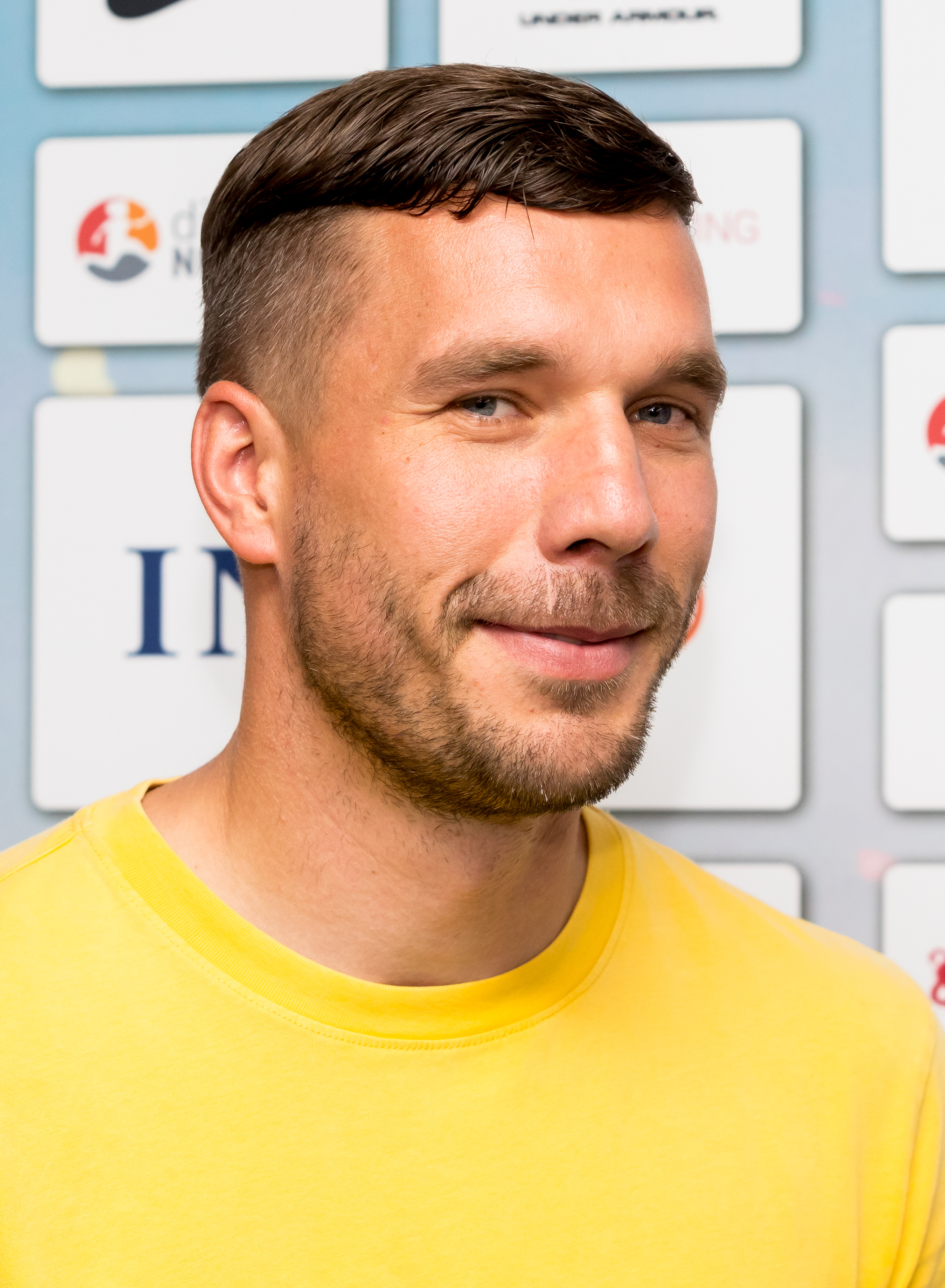
Lukas Podolski
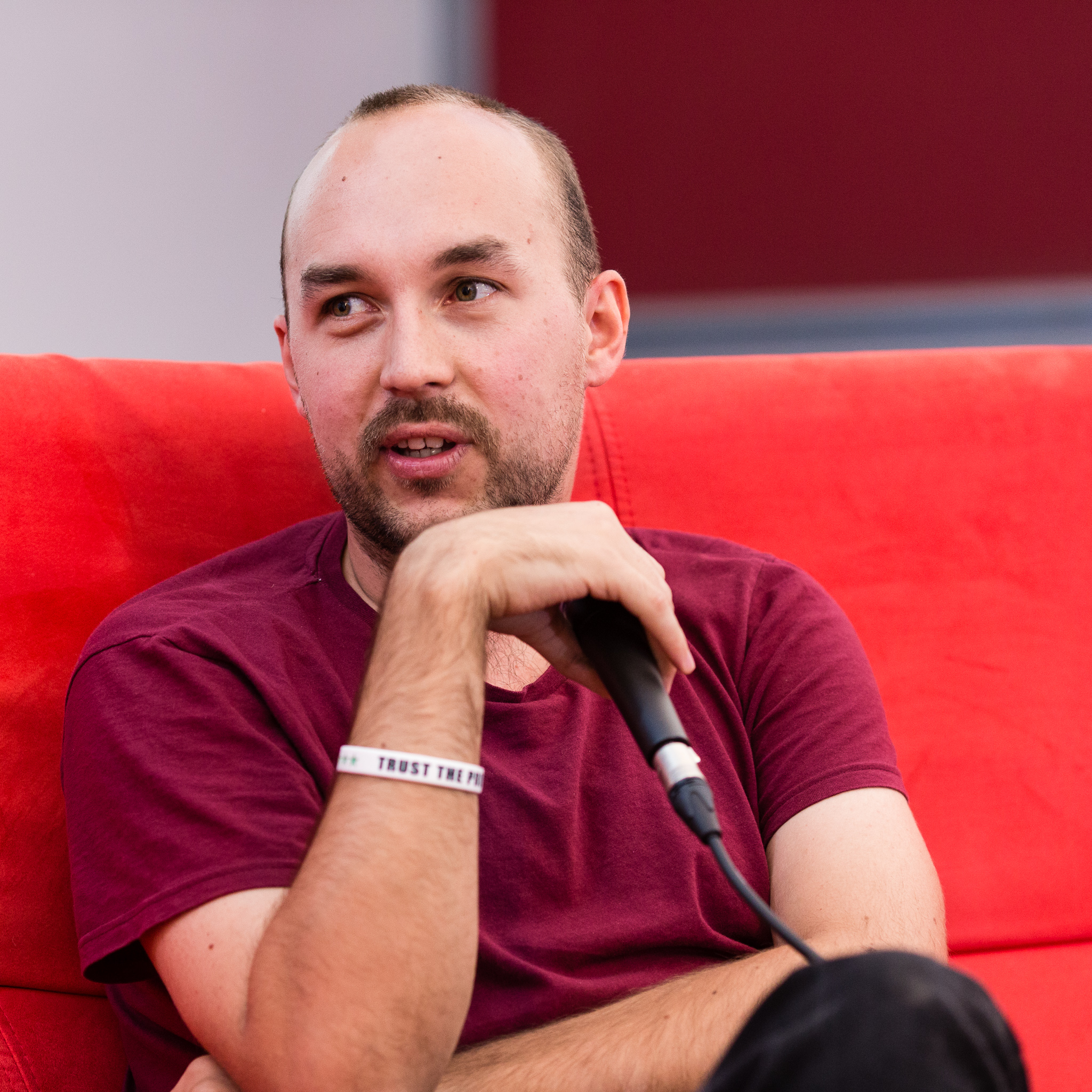
Zbigniew Rokita
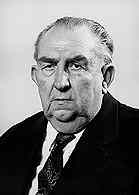
Jerzy Ziętek

## Partnerská města
- Bottrop, Německo
- Dessau-Roßlau, Německo
- Doncaster, Spojené království
- Kežmarok, Slovensko
- Nacka, Švédsko
- Salgótarján, Maďarsko
- Valenciennes, Francie